# Beclardia grandiflora
Beclardia grandiflora là một loài thực vật có hoa trong họ Lan. Loài này được Bosser mô tả khoa học đầu tiên năm 1997.